# توم اندروز
توم اندروز (بالإنجليزية: Tom Andrews)‏ (7 أكتوبر 1994 في أستراليا - ) هو لاعب كريكت أسترالي. لعب مع فريق جنوب أستراليا للكريكت ‏ وAdelaide Strikers ‏.

## وصلات خارجية
- توم اندروز على موقع إي آس بي آن كريك إنفو (الإنجليزية)